# 海山似海梅介
海山似海梅介（学名：Parahermanites haishanna）为半花介科似海梅介屬下的一个种。